# Guy van Anjou
Guy van Anjou (ook wel Guido van Anjou genoemd) was bisschop van Le Puy-en-Velay en een van de belangrijkste voorvechters van de Godsvrede. Zijn acties, net zoals die van Stefanus II van Clermont, zouden vóór het concilie van Charroux zijn geweest.

## Biografie
Guy, die werd geboren als tweede oudste zoon van graaf Fulco II de Goede van Anjou en diens vrouw, Gerberga van Orléans, koos voor een de monastieke carrière. Hij maakte deel uit van de hervormingsbeweging die trachtte om de morele autoriteit van de Kerk sinds het concilie van Trosly in 909 te herstellen, en waarvan de abdijen van Cluny, Brogne of Gorze de voorhoede vormden. Hij hervormde de abdij van Saint-Paul van Cormery, waar hij van 965 tot 976 abt was. Nadat hij op vraag van de clerus en het volk - maar vermoedelijk op aandringen van zijn neven - met de instemming van koning Lotharius van Frankrijk rond 975 bisschop van le Puy was geworden, organiseerde hij de Godsvredes van Laprade (976-980) en van Saint-Paulien, "van Puy" genoemd (993/994). De twee belangrijkste voortrekkers van de Godsvredebeweging, Stefanus II van Clermont en Guy II van le Puy, hadden zich beiden bewezen door de hervorming van een klooster en behoorden beiden ook tot machtige families. Guy van Anjou had de militaire middelen die nodig waren om te Laprade de aanwezige milites (soldaten, ridders) met harde hand opleggen de eed af te leggen om geplunderde goederen terug te geven en dit te garanderen door de uitlevering van gijzelaars.
Guy van Anjou overleed in 996, maar had reeds voorheen afstand gedaan van zijn ambt ten voordele van zijn neef Stefanus van Gévaudan.